# Berriozar
Berriozar è un comune spagnolo di 6 661 abitanti situato nella comunità autonoma della Navarra.
Il comune venne creato nel 1996 come distaccamento da Ansoáin.